# Mezquita mayor de Tudela
La mezquita mayor de Tudela era la mezquita aljama (mayor o principal) de la ciudad de Tudela (Navarra), durante época musulmana. Fue construida a mediados del siglo IX bajo la iniciativa de Musa ibn Musa.
El solar donde se levantaba está ocupado actualmente por la actual Plaza Vieja y la Catedral de Tudela, excluyendo lo que corresponde a la parte del crucero de la Catedral. En 1121, la Mezquita Mayor fue ocupada para el culto cristiano. 
Esta primera mezquita, de aspecto arcaico, debió ampliarse, modificándose en lo estructural y lo ornamental con el paso del tiempo. Parece ser que, a principios del siglo X, fue saqueada y quemada por el rey navarro Sancho Garcés I. Luego se reformó y amplió a comienzos del XI bajo el mecenazgo de los tuyibíes durante el taifado de Zaragoza, concretamente con Mundir I, teniendo por modelos indiscutibles la Mezquita Mayor de Córdoba y la Mezquita de Madinat al-Zahra. En estas mezquitas se deja notar la presencia o impronta de la Gran Mezquita de Qayrawan (Túnez). 

## Excavaciones arqueológicas
No existen documentos escritos que aporten datos sobre la forma de la Mezquita Mayor. Tan solo disponemos de los restos arqueológicos descubiertos en sucesivas restauraciones y excavaciones. 
En la década de 1940, con la restauración del Claustro de la Catedral, se encontraron restos del muro perimetral suroeste y una columna que corresponde a la arquería que delimita el transepto hacia la quibla. Junto a la Puerta de la Virgen de la Catedral, en el portal de la calle Portal, y correspondiendo a la esquina Sureste de la Capilla del Espíritu Santo, se encontró un tramo del muro sureste, el de la quibla (3 m), y otro del muro perimetral noreste del oratorio. Todos estos muros son de alabastro.
En las excavaciones de la Plaza Vieja de 1993, se descubrieron cimientos de los muros del noroeste y noreste del patio con varios contrafuertes, seis apoyos de columna de los pórticos, la cimentación de un pilar de escuadra del pórtico, un pozo y la planta cuadrada del alminar. Con estas excavaciones se pudo comprobar finalmente que el patio de la Mezquita quedaba fuera del perímetro actual de la Catedral y dentro de ella el oratorio, dirigido hacia el Sureste. El muro noreste del patio se alinea perfectamente con el tramo de muro Noroeste del oratorio encontrado junto a la Puerta de la Virgen, lo que nos permite establecer las dimensiones de la Mezquita Mayor.

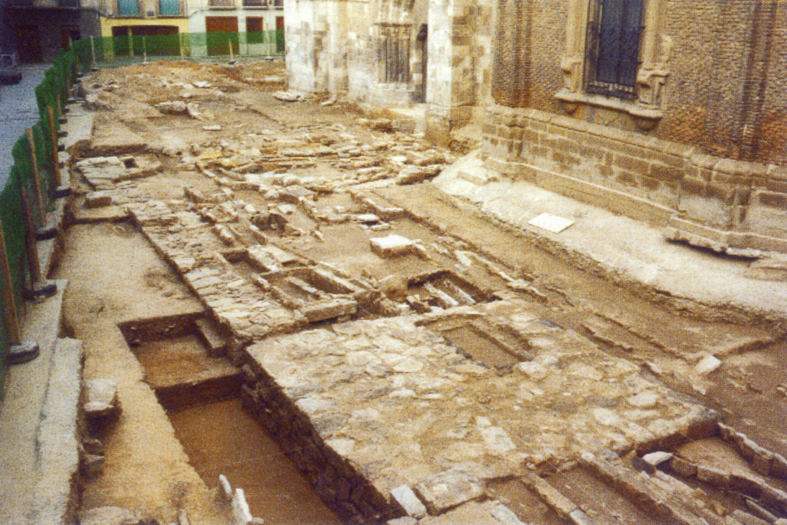
Imagen de las excavaciones realizadas en 1993 en la Plaza Vieja de Tudela, con los cimientos de la Mezquita Mayor incluyendo la base del alminar

La presencia de dos tipos de fábrica en las cimentaciones y otras evidencias sugieren la existencia de dos fases en la vida de la Mezquita: una etapa fundacional, datada a mediados del siglo IX, y una etapa de ampliación, datada a principios del siglo XI. No obstante, la mayor parte de los vestigios identificados corresponden a la ampliación realizada hacia 1020. No obstante, estos restos también permiten averiguar las dimensiones de la Mezquita fundacional. Los diversos tramos de muro identificados y las dimensiones del codo indican que la estructura de la Catedral estuvo marcadamente influenciada por la estructura de la Mezquita. Los ábsides y el crucero de la catedral se adosaron al muro noreste de la mezquita. La galería noroeste del claustro se adecuó a la arquería del transepto ante la quibla, razón por la cual el claustro se halla separado del edificio de la catedral. La línea que separaba el patio del oratorio fue utilizada para situar el muro perimetral noroeste de la Catedral, el correspondiente a la nave del Evangelio.
En la construcción de la Catedral, se emplearon varios modillones árabes originarios de la Mezquita, que pueden observarse en algunos de los aleros, en particular visibles en el crucero. En el claustro de la Catedral pueden admirarse igualmente almenas y una pequeña ventana de dos arcos geminados en herradura insertadas en uno de sus muros. Antes de las excavaciones de la Plaza Vieja, ya se habían encontrado restos arqueológicos de capiteles con hojas, jambas, fustes y fragmentos de la pila de abluciones, algunos de ellos conservados en el Museo de Navarra. La mayor parte de estos restos datan de la reforma decorativa de la Mezquita Mayor realizada por los tuyibíes a principios del siglo XI. No obstante, algunos capiteles presentan arcaismos y facturas muy primitivas, probablemente del siglo IX o X, muy lejos del virtuosismo de los modillones de los aleros del templo, lo que confirma las reformas y ampliaciones tuyibíes de la Mezquita. Se ha sugerido incluso que algunos de los capiteles fueron probablemente reutilizados de edificios visigóticos anteriores. 
Bernabé Caballero, Luis Navas y Begoña Martínez indican, por el contrario, a la luz de las excavaciones realizadas en el Plaza Vieja, que todas las piezas son del periodo de la Fitna del siglo XI, incluyendo los modillones y otras piezas arquitectónicas encontradas. Representan un claro ejemplo del arte califal en periodo de transición al arte almohade, semejante a los encontrados en la Aljama de Zaragoza. En la Plaza Vieja tan solo se halló una inscripción de cúfido arcaico perteneciente al siglo IX, suficiente para datar las dos etapas de la Mezquita Mayor de Tudela. Estas dos etapas coinciden en el tiempo con la primera y tercera ampliación de la Aljama de Zaragoza, realizadas durante los gobiernos de Musa II (852-859) y  Mundir I (1018-1022), respectivamente.

## Descripción general
Las mezquitas tenían siempre dos partes bien diferenciadas: el oratorio techado (o templo propiamente dicho), dirigido hacia La Meca (hacia el Sureste en el caso de España), y el patio de abluciones descubierto a los pies. Los oratorios (haram) constaban de varias naves separadas por filas de arcos en herradura, un muro frontal o qibla, orientado hacia La Meca, un nicho o mihrab en el centro, equivalente al ábside del templo cristiano, y un mimbar, especie de púlpito de madera junto al mihrab, donde el imán o predicador pronunciaba la oración. El mihrab estaría cubierto por una bóveda probablemente octogonal. El patio de abluciones (shan) presentaba tres galerías (el riwaq), una frontal y dos laterales, separadas de la parte descubierta del patio por pórticos con arcos en herradura. En el lateral derecho de la puerta principal se encontraba la torre, denominada alminar o minarete, y en el centro del patio la pila de abluciones. Las mezquitas eran cuadradas o rectangulares y sus dimensiones guardaban una relación directa con una medida básica de longitud denominada codo. El alminar tenía generalmente 10 codos de anchura.
Mezquita fundacional (s. IX - XI)
La longitud del edificio fundacional era de 47,32 m (90 codos) y la anchura de 21,20 m (40 codos), abarcando una superficie de 1003 m². La longitud tanto del patio como del oratorio era de 23,66 m (45 codos). Los recintos del patio y del oratorio eran, por tanto, prácticamente cuadrados y el edificio entero un rectángulo resultado de la suma de ambas partes. El patio de la mezquita fundacional carecía de riwaq y probablemente el alminar no estaba alojado hacia el interior del patio, algo típico en las mezquitas del siglo IX. 
La Mezquita fundacional de Tudela era equivalente a la mitad de la Mezquita de Zaragoza y a una octava parte de la Mezquita fundacional de Córdoba, la de Abderraman I. Por hacer una comparación, la Mezquita Mayor de Córdoba nació con 6096 m², aunque finalizó con 19458 m² tras sucesivas ampliaciones. Por otro lado, la longitud de la Mezquita de Zaragoza era igual a la de Tudela, pero su anchura era el doble, por lo que su recinto tenía una forma cuadrada en vez de rectangular. Según Bernabé Caballero, este tipo de mezquitas es de clara tradición omeya, de la época de Abderraman I, semejantes a la Mezquita de Rusafa de Siria. 
Mezquita ampliada (s. XI - XII)
La longitud total del edificio ampliado era de 71 m (135 codos) y la anchura total de 32 m (60 codos), abarcando una superficie de 2272 m². Las longitudes del patio y del oratorio eran respectivamente 23,66 m (45 codos) y 47,33 m (90 codos). Las relaciones longitud/anchura del edificio y longitud de oratorio/longitud del patio son casi idénticas a las de la Mezquita Mayor. Este hecho no está indicando que la Mezquita Mayor de Tudela fue una copia reducida de la de Córdoba, la cual había sido elevada al rango de edificio-modelo.
La base del alminar tenía unas dimensiones de 5,20-5,40 m, lo que nos da el valor del codo empleado en el edificio, 0,52-0,54 m. Las columnas de la zona porticada estaban separadas 2,50 m. La galería frontal del riwaq tenía una anchura de 5,20 m y las laterales una anchura de 5,40 m. 
Si nos atenemos a la forma típica de los alminares árabes occidentales de la época, el alminar de la Mezquita Mayor ampliada de Tudela debió tener al menos dos cuerpos de planta cuadrada, el primero muy alto con una base de 5,20x5,40 m, y el último de menor base coronado por una cúpula con un mástil metálico, o yamur, en el que se ensartaban dos, tres o cuatro esferas de cobre, bronce o latón de tamaño decreciente de abajo arriba. Los dos cuerpos de la torre estarían coronados por almenas de dientes agudos, algunos de los cuales todavía se conservan, y seguramente contaría con ventanas en arcos de herradura, algunas dobles geminadas.